# Hôtel de Ville metróállomás
A Hôtel de Ville egy metróállomás Franciaországban, Párizsban a párizsi metró 1-es és 11-es metróvonalán. Tulajdonosa és üzemeltetője a RATP.

## Nevezetességek a közelben
- A párizsi Városháza (Hôtel-de-Ville)

## Metróvonalak
Az állomást az alábbi metróvonalak érintik:
- 1-es metróvonal
- 11-es metróvonal

## Kapcsolódó állomások
A metróállomáshoz az alábbi állomások vannak a legközelebb:
- Châtelet (La Défense, 1-es metróvonal)
- Saint-Paul (Château de Vincennes, 1-es metróvonal)
- Châtelet (Châtelet, 11-es metróvonal)
- Rambuteau (Rosny-Bois-Perrier, 11-es metróvonal)